# باليوكوريون (كافالا)
باليوكوريون (Παλαιοχώριον) هي مدينة في كافالا في مقاطعة فوريا إلادا في اليونان.